# Manulla Junction
Manulla Junction (ang: Manulla Junction railway station) – stacja kolejowa w miejscowości Manulla, w hrabstwie Roscommon, w Irlandii. Znajduje się na linii Dublin – Westport/Galway Została otwarta w 1868 roku. 
Stacja jest zarządzana i obsługiwana przez Iarnród Éireann. Jest to stacja przesiadkowa między Westport i Ballina.

## Linie kolejowe
- Dublin – Westport/Galway